# Dios de Pactos
Dios de Pactos es el vigésimo cuarto álbum lanzado por el cantante cristiano Marcos Witt. El álbum fue grabado en vivo desde Miami, Florida. El sencillo homónimo del álbum fue el ganador de la categoría "Canción del año" en los Premios Arpa 2004.

## Listado de canciones
1. "Narración: La Búsqueda" – 00:17
2. "Yo te Busco" (feat. Jonathan Witt) (David Bell) – 03:32
3. "Obertura Para Piano y Orquestra (Narración: Al Piano en su Presencia)" – 03:54
4. "Aquí Estoy Otra Vez" (Marcos Witt) – 05:22
5. "Narración: Salmo 100:4" – 01:00
6. "Oh Gracias Encontré la Vida" (Steven C. Barr, Emmanuel Espinosa, Juan Salinas, Witt) – 05:42
7. "Narración: Altar de Bronce" – 00:12
8. "Vivifícame" (feat. Ray Alonso) (Espinosa, Salinas, Witt) – 04:25
9. "Narración: El Lavacro" – 00:53
10. "Lávame" (Barr, Espinosa, Salinas, Witt) – 03:51
11. "Sólo Por tu Sangre" (Barr) – 06:41
12. "Narración: El Lugar Santo" – 00:33
13. "Mi Pan, Mi Luz" (Barr, Espinosa, Salinas, Witt) – 05:26
14. "Amarte Más" (Witt) – 04:08
15. "Narración: El Lugar Santísimo" – 00:35
16. "Dios de Pactos" (Barr, Espinosa, Salinas, Witt) – 10:52
17. "Narración: La Celebración" – 01:43
18. "Celebraré, Me Alegraré" (Espinosa, Salinas, Witt) (feat. Ray Alonso) – 04:17
19. "Al Rey" (Barr, Espinosa, Salinas, Witt) – 05:42
20. "La Batucada, Reprise: Al Rey" (Barr, Espinosa, Salinas, Witt) – 04:13
21. "Yo te Busco" (Bell) – 03:58 (Bonus Track)

## Créditos
- David Angell – violín
- Wiso Aponte – guitarra
- Janet Askey – violín
- Eduardo Benítez - trombón
- Oswaldo Burruel – guitarra acústica
- CanZion - productor ejecutivo
- David Davidson: violín
- Ray Alonso – rap
- Connie Ellison – violín
- Isaac Escamilla - piano, arreglista
- Jane Escueta – violín
- Emmanuel Espinosa - bajo
- Holger Fath - guitarra, arreglista
- Luis Fernández – violín
- Jason Fite: viola,
- Efraín García – diseño de portada
- Juan Manuel García – fotografía
- Randall González – batería
- Carl Gorodetzky – violín
- Lari Goss - arreglista
- Jim Gray - director de orquesta
- Jim Grosjean: viola
- Lari Gross - arreglista
- Jack Jazioro – contrabajo
- Brent Kent - grabación
- Jennifer Kummer – corno D
- Anthony La Marchina – violonchelo
- Lee Larrison – violín
- Bobby López - trompeta
- Esteban López - arreglista, arreglos de batería
- Jim Lotz - fagot
- Ken Love - masterización
- Bob Mason – violonchelo
- Margaret Mason - violonchelo, viola
- Blair Masters - arreglista
- Chris McDonald - arreglista, transcripción, director de orquesta
- Cate Mier - violín
- Craig Nelson – contrabajo
- Leslie Norton – corno D
- Kathryn Plummer: viola
- Carole Rabinowitz-Neuen – violonchelo
- Ann Richards – flauta
- Orlando Rodriguez - ingeniero, mezcla, supervisor de audio, ingeniero de audio
- Ruddy Rodríguez - saxofón
- Juan Salinas - productor
- Ruth Gabriela Salinas – fotografía
- Jorge Santos - ingeniero, grabación
- Pamela Sixfin – violín
- Julie Tanner – violonchelo
- Bobby G. Taylor – oboe
- Nolita Theo – voz
- Dick Tunney - arreglista, productor, director de orquesta, producción de orquesta
- Catherine Umstead – violín
- Esteban Vázquez - arreglista
- Allan Villatoro - teclados
- Karen Winkelman – Violín
- Marcos Witt - piano, director, orquesta, productor, notas de línea
- Coalo Zamorano – voz
- Lorena Zamorano – voz

## Premios y nominaciones
La canción «Dios de Pactos» ganó la categoría "Canción del año" en los Premios Arpa 2004, además, el álbum también obtuvo otras nominaciones como "Álbum del año", "Productor del año" y "Mejor álbum de vocalista masculino". En los Premios AMCL 2003, el álbum obtuvo un reconocimiento especial como "Producción de excelencia del Año".